# Анна Тапаркова-Пенчева
Анна Тапаркова, по мъж Пенчева, е българска алпинистка и пещернячка. Трикратна световна рекордьорка по дълбочинно проникване в пещери. Майстор на спорта по алпинизъм.

## Биография
Родена е на 16 март 1946 година в Сандански. Завършва ВИФ „Георги Димитров“ (днес Национална спортна академия).
През 1969 г., в състава на експедиция на пещерния клуб към софийското дружество „Планинец“, Анна Тапаркова и Петър Берон достигат дъното на най-дълбоката тогава пропастна пещера в света – Гуфр Берже във Франция, минус 1148 метра. Те са първите българи, спуснали се под границата 1000 метра дълбочина. Постижението на Анна Тапаркова е нов световен рекорд по спускане в пропастни пещери за жени (дотогавашният рекорд е -903 m, поставен в същата пещера през 1963 година от французойката Жаклин Буке от клуба в Гренобъл).
През 1973 г. ТД „Планинец“ организира експедиция до новата най-дълбока пещера в света – Пиер Сен Мартен (-1171 m), Франция. Анна Тапаркова, Васил Недков и Кирил Йончев успяват да достигнат дъното на пещерата през траверса Тет Соваж. Анна отново става първата жена в света, достигнала такава дълбочина, а екипът е първият, който успява за един сезон да влезе от входа Тет Соваж до дъното (8 юли 1973).
Ръководи експедиция на БТС – София в пещерата Сплуга дела Прета, втората по дълбочина в Италия (1979). До дъното ѝ (-878 m денивелация) стига заедно с Валери Пелтеков. След успеха е решено да направят опит и в пропастта Микеле Гортани, най-дълбоката в Италия (-920 m); до дъното достигат 7 участници в експедицията (Анна Тапаркова, Александър Анев, Валери Пелтеков, Васил Недков, Милко Вълчков, Николай Гладнишки и Трифон Даалиев).
През 1986 година са проведени две български експедиции в пещерата „Снежна“, по това време втората по дълбочина в света. По време на втората две жени, Анна Пенчева и Диана Пенчева, проникват през горното ниво на пещерната система – входа Межонна (денивелация до дъното -1370 m), и стигат до срутване на  -1335 m, което е отново световен рекорд при жените.
Анна Тапаркова е майстор на спорта по алпинизъм (1973). Има изкачвания в Алпите и Кавказ. Ръководи експедицията на ТД „Витоша” (София) до връх Нанга Парбат в Хималаите (1990), която е първата българска експедиция до този осемхилядник, и е единстветата българка, ръководила хималайска експедиция.
Републиканска шампионка по алпийско ски-рали (1975) с отбора на „Планинец“ (Димитър Бърдарев, Анна Тапаркова и Огнян Балджийски) от третото републиканско и първо международно алпийско ски-рали.
Работи като методист в ЦС на Българския туристически съюз и дълги години в Туристическо дружество „Витоша“. Създава и ръководи магазин „Алпи“.
Организира планинския ултрамаратон „Обиколка на Витоша“ („Витоша 100“) в продължение на десетилетия. В 2012 година поставя началото на първото състезание по скайрън в България – „Мальовица Skyrun“, след това провеждащо се ежегодно.